# 1992 EQ15
1992 EQ15 är en asteroid i huvudbältet som upptäcktes den 1 mars 1992 av UESAC vid La Silla-observatoriet.
Asteroiden har en diameter på ungefär 7 kilometer.